# 斯莫然卡河
斯莫然卡河（烏克蘭語：Сможанка），是烏克蘭的河流，位於該國西部利維夫州，屬於斯特雷河的支流，發源自納希爾內以南，河道全長14公里，流域面積77.6平方公里。